# Municipio de Henry (Ohio)
El municipio de Henry (en inglés: Henry Township) es un municipio ubicado en el condado de Wood en el estado estadounidense de Ohio. En el año 2010 tenía una población de 4175 habitantes y una densidad poblacional de 44,72 personas por km².

## Geografía
El municipio de Henry se encuentra ubicado en las coordenadas 41°12′17″N 83°43′2″O / 41.20472, -83.71722. Según la Oficina del Censo de los Estados Unidos, el municipio tiene una superficie total de 93.37 km², de la cual 93,17 km² corresponden a tierra firme y (0,21 %) 0,19 km² es agua.

## Demografía
Según el censo de 2010, había 4175 personas residiendo en el municipio de Henry. La densidad de población era de 44,72 hab./km². De los 4175 habitantes, el municipio de Henry estaba compuesto por el 96,31 % blancos, el 0,55 % eran afroamericanos, el 0,19 % eran amerindios, el 0,41 % eran asiáticos, el 1,13 % eran de otras razas y el 1,41 % eran de una mezcla de razas. Del total de la población el 4,67 % eran hispanos o latinos de cualquier raza.